# Osmia conjuncta
Osmia conjuncta là một loài Hymenoptera trong họ Megachilidae. Loài này được Cresson mô tả khoa học năm 1864.

## Hình ảnh

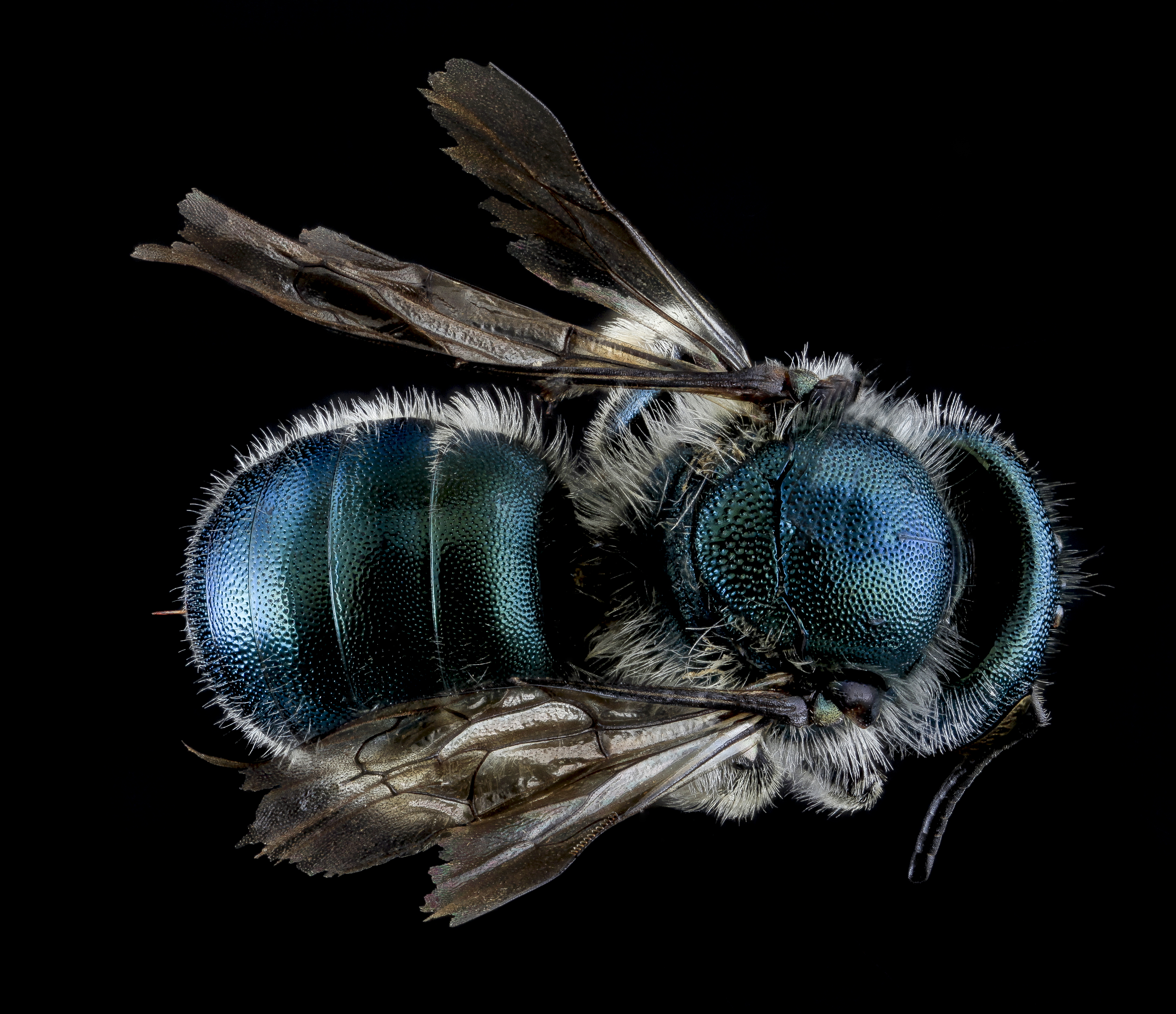
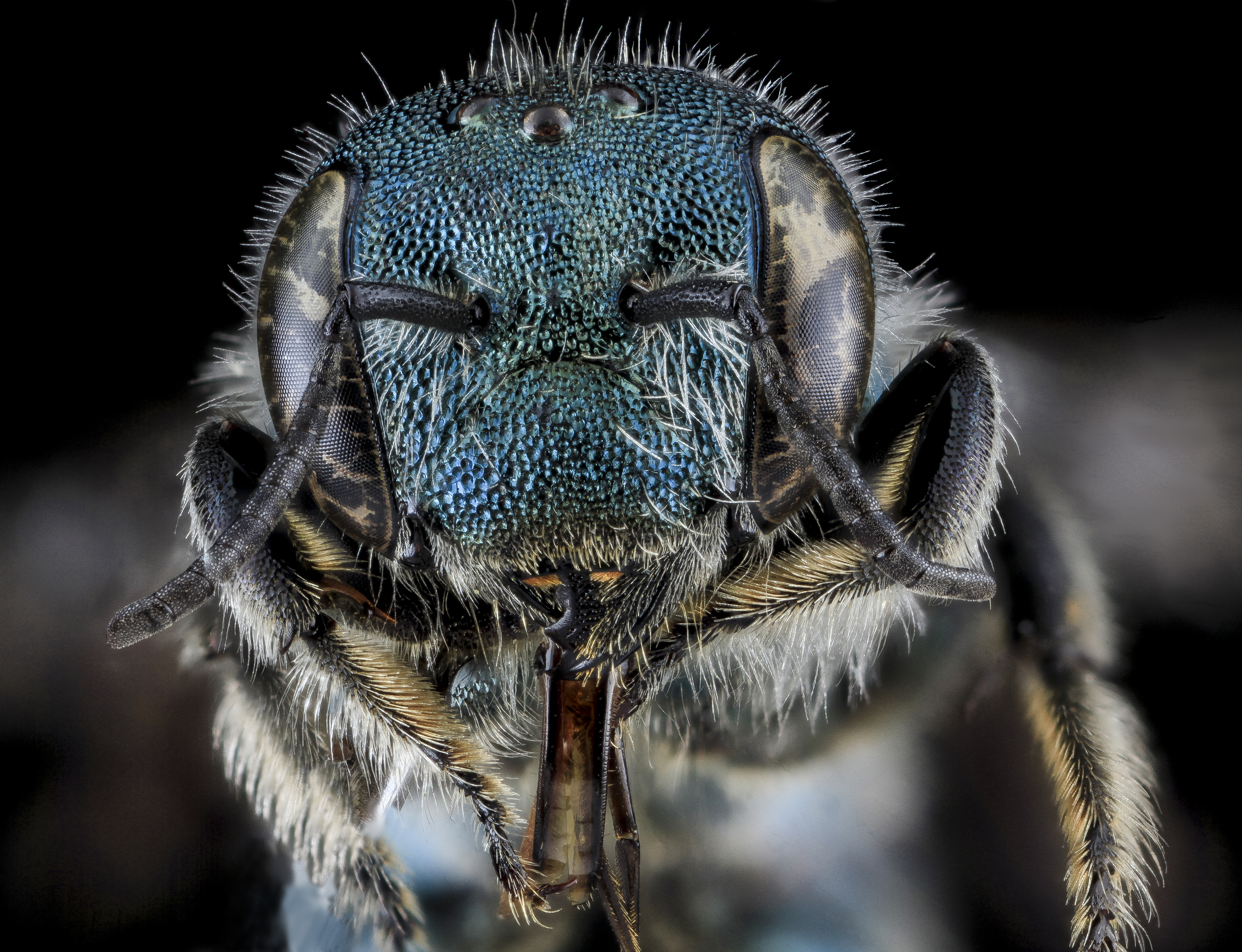
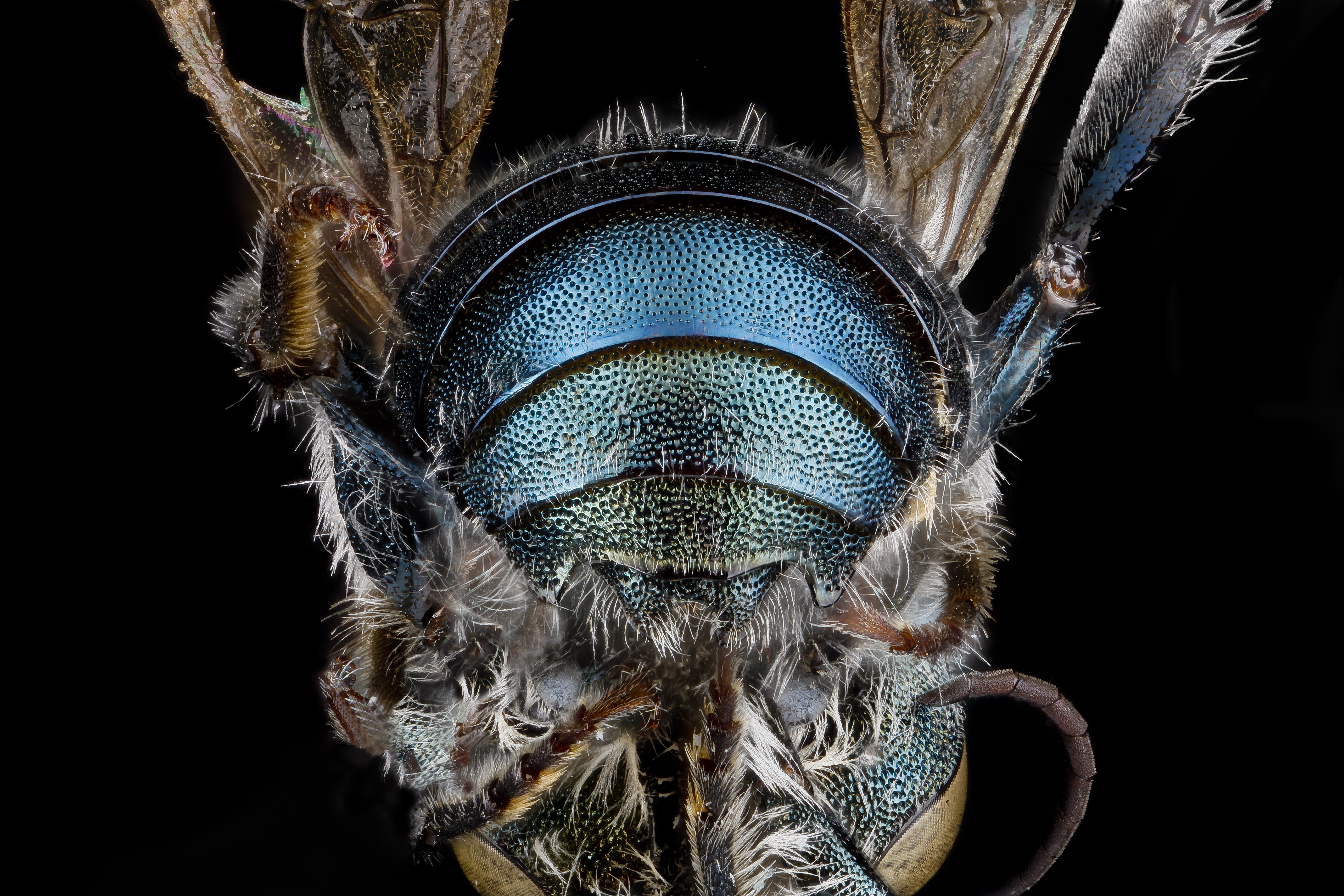